# Eupholidoptera icariensis
Eupholidoptera icariensis är en insektsart som beskrevs av Willemse, F.M.H. 1980. Eupholidoptera icariensis ingår i släktet Eupholidoptera och familjen vårtbitare. Inga underarter finns listade i Catalogue of Life.